# Cecilia Tamayo-Garza
Cecilia Tamayo-Garza (León, 4 marzo 1997) è una velocista messicana.

## Biografia
Nel 2013 partecipa ai campionati mondiali allievi di Donec'k, dove si ferma alla semifinale dei 100 metri piani e alle batterie di qualificazione dei 200 metri piani. L'anno successivo conquista due medaglie di bronzo nei 100 metri piani e nella staffetta 4×100 metri ai campionati centroamericani e caraibici under 18 di Morelia, dove si classifica anche quarta nei 200 metri piani. Due settimane dopo torna in pista ai campionati mondiali juniores di Eugene, senza riuscire a superare le batterie di qualificazione dei 200 metri piani e le semifinali dei 100 metri piani. Prende parte anche ai Giochi olimpici giovanili di Nanchino 2014, dove corre in finale 2 nei 100 metri piani e si classifica sesta nella staffetta 8×100 metri.
Nel 2015 non riesce a superare le batterie di qualificazione dei 100 e 200 metri piani ai Campionati panamericani juniores di Edmonton, stesso risultato che ottiene l'anno successivo ai campionati mondiali under 20 di Bydgoszcz 2016.
Nel 2023, dopo aver fatto registrare il record nazionale messicano dei 200 metri piani su pista corta (a febbraio) e su pista lunga (a maggio), fa il suo esordio nella nazionale assoluta del Messico, partecipando campionati centroamericani e caraibici di San Salvador, dove raggiunge il quarto e quinto posto in classifica rispettivamente nei 100 e 200 metri piani. Lo stesso anno prende parte ai campionati mondiali di Budapest, dove viene eliminata durante le batterie di qualificazione alle semifinali. Ai Giochi panamericani di Santiago del Cile 2023 ottiene l'ottavo e il sesto piazzamento nei 100 e nei 200 metri piani.
Tra il 2021 e il 2024 ha conquistato otto titoli di campionessa messicana assoluta, quattro nei 100 metri piani e quattro nei 200 metri piani.

## Record nazionali
- 200 metri piani: 22"45 ( Tampa, 14 maggio 2023)
- 200 metri piani pista corta: 23"30 ( Fayetteville, 11 febbraio 2023)

## Progressione

### 60 metri piani
| Stagione | Tempo   | Luogo           | Data      | Rank. Mond. |
| -------- | ------- | --------------- | --------- | ----------- |
| 2023     | 7"42(i) | Birmingham      | 24-2-2023 | 318ª        |
| 2023     | 7"42(i) | Birmingham      | 25-2-2023 | 318ª        |
| 2022     | 7"44(i) | Birmingham      | 25-2-2022 | 345ª        |
| 2021     | 7"51(i) | Houston         | 13-2-2021 | 392ª        |
| 2020     | 7"69(i) | Lubbock         | 24-1-2020 | 1383ª       |
| 2019     | 7"70(i) | College Station | 7-12-2019 | 1442ª       |

### 100 metri piani
| Stagione | Tempo | Luogo             | Data      | Rank. Mond. |
| -------- | ----- | ----------------- | --------- | ----------- |
| 2024     | 11"22 | Città del Messico | 28-6-2024 |             |
| 2023     | 11"26 | Sacramento        | 27-5-2023 | 137ª        |
| 2022     | 11"40 | Fayetteville      | 26-5-2022 | 227ª        |
| 2021     | 11"21 | Tampa             | 16-5-2021 | 84ª         |
| 2019     | 11"74 | Filadelfia        | 26-4-2019 | 711ª        |
| 2019     | 11"74 | Filadelfia        | 27-4-2019 | 711ª        |
| 2018     | 12"02 | Monterrey         | 16-6-2017 | 1700ª       |
| 2016     | 11"65 | Città del Messico | 18-3-2016 | 463ª        |
| 2015     | 11"56 | Walnut            | 17-4-2015 | 286ª        |
| 2014     | 11"65 | Morelia           | 4-7-2014  | 410ª        |
| 2013     | 11"76 | Donec'k           | 10-7-2013 | 591ª        |

### 200 metri piani
| Stagione | Tempo    | Luogo             | Data      | Rank. Mond. |
| -------- | -------- | ----------------- | --------- | ----------- |
| 2024     | 22"79    | Città del Messico | 30-6-2024 |             |
| 2023     | 22"45    | Tampa             | 14-5-2023 | 31ª         |
| 2022     | 23"05    | Wichita           | 15-5-2022 | 131ª        |
| 2021     | 23"02    | Tampa             | 16-5-2021 | 104ª        |
| 2020     | 23"69(i) | Birmingham        | 29-2-2020 | 216ª        |
| 2020     | 23"69(i) | Birmingham        | 28-2-2020 | 216ª        |
| 2019     | 24"00    | Houston           | 3-5-2019  | 776ª        |
| 2017     | 24"27    | Monterrey         | 18-6-2017 | 1152ª       |
| 2016     | 23"90    | Città del Messico | 20-3-2016 | 620ª        |
| 2015     | 23"97    | Città del Messico | 29-3-2015 | 632ª        |
| 2014     | 24"32    | Eugene            | 24-7-2014 | 1125ª       |
| 2013     | 23"98    | Armenia           | 7-11-2013 | 630ª        |

### 200 metri piani pista corta
| Stagione | Tempo    | Luogo        | Data      | Rank. Mond. |
| -------- | -------- | ------------ | --------- | ----------- |
| 2023     | 23"30(i) | Fayetteville | 11-2-2023 | 54ª         |
| 2022     | 23"81(i) | Birmingham   | 26-2-2022 | 159ª        |
| 2021     | 23"82(i) | Houston      | 13-2-2021 | 106ª        |
| 2020     | 23"69(i) | Birmingham   | 28-2-2020 | 94ª         |
| 2020     | 23"96(i) | Birmingham   | 29-2-2020 | 94ª         |
| 2019     | 25"11(i) | Houston      | 8-2-2019  | 1218ª       |

## Palmarès
| Anno | Manifestazione                   | Sede              | Evento      | Risultato   | Prestazione      | Note |
| ---- | -------------------------------- | ----------------- | ----------- | ----------- | ---------------- | ---- |
| 2013 | Mondiali allievi                 | Donec'k           | 100 m piani | Semifinale  | 11"86 (-0,3 m/s) |      |
| 2013 | Mondiali allievi                 | Donec'k           | 200 m piani | Batteria    | 31"78 (-0,5 m/s) |      |
| 2014 | Campionati CAC U18               | Morelia           | 100 m piani | Bronzo      | 11"65 (+1,1 m/s) |      |
| 2014 | Campionati CAC U18               | Morelia           | 200 m piani | 4ª          | 24"57 (+1,6 m/s) |      |
| 2014 | Campionati CAC U18               | Morelia           | 4 × 100 m   | Bronzo      | 47"32            |      |
| 2014 | Mondiali juniores                | Eugene            | 100 m piani | Semifinale  | 12"10 (-1,7 m/s) |      |
| 2014 | Mondiali juniores                | Eugene            | 200 m piani | Batteria    | 24"32 (+0,1 m/s) |      |
| 2014 | Giochi olimpici giovanili        | Nanchino          | 100 m piani | Finale 2    | 11"83 (-0,5 m/s) |      |
| 2014 | Giochi olimpici giovanili        | Nanchino          | 8 × 100 m   | 6ª          | 1'46"17          |      |
| 2015 | Campionati panamericani juniores | Edmonton          | 100 m piani | Batteria    | 11"59 (+3,4 m/s) | w    |
| 2015 | Campionati panamericani juniores | Edmonton          | 200 m piani | Batteria    | 24"23 (-1,5 m/s) |      |
| 2016 | Mondiali U20                     | Bydgoszcz         | 100 m piani | Batteria    | 11"85 (-0,4 m/s) |      |
| 2016 | Mondiali U20                     | Bydgoszcz         | 200 m piani | Batteria    | 24"39 (+1,9 m/s) |      |
| 2023 | Campionati CAC                   | San Salvador      | 100 m piani | 4ª          | 11"54 (-2,2 m/s) |      |
| 2023 | Campionati CAC                   | San Salvador      | 200 m piani | 5ª          | 23"18 (-0,7 m/s) |      |
| 2023 | Mondiali                         | Budapest          | 200 m piani | Batteria    | 23"25 (-1,3 m/s) |      |
| 2023 | Giochi panamericani              | Santiago del Cile | 100 m piani | 8ª          | 11"75 (-0,2 m/s) |      |
| 2023 | Giochi panamericani              | Santiago del Cile | 200 m piani | 6ª          | 23"93 (0,0 m/s)  |      |
| 2024 | Giochi olimpici                  | Parigi            | 100 m piani | Batteria    | 11"39            |      |
| 2024 | Giochi olimpici                  | Parigi            | 200 m piani | Ripescaggio | 23"49            |      |

## Campionati nazionali
- 4 volte campionessa messicana assoluta dei 100 metri piani (2021-2024)
- 4 volte campionessa messicana assoluta dei 200 metri piani (2021-2024)

2016
- Bronzo ai campionati messicani assoluti, 100 m piani - 11"76 (vento: +0,3 m/s)
- 4ª ai campionati messicani assoluti, 200 m piani - 24"57 (vento: +1,3 m/s)

2017
- 5ª ai campionati messicani assoluti, 100 m piani - 12"02 (vento: −0,3 m/s)
- 4ª ai campionati messicani assoluti, 200 m piani - 24"27 (vento: +1,6 m/s)
- Fuori classifica ai campionati messicani assoluti, staffetta 4 × 100 m - 45"11

2021
- Oro ai campionati messicani assoluti, 100 m piani - 11"41 (vento: +0,8 m/s)
- Oro ai campionati messicani assoluti, 200 m piani - 23"37 (vento: −2,1 m/s)

2022
- Oro ai campionati messicani assoluti, 100 m piani - 11"47 (vento: +0,1 m/s)
- Oro ai campionati messicani assoluti,200 m piani - 23"50 nw

2023
- Oro ai campionati messicani assoluti, 100 m piani - 11"44 (vento: −0,7 m/s)
- Oro ai campionati messicani assoluti, 200 m piani - 23"35 (vento: 0,0 m/s)

2024
- Oro ai campionati messicani assoluti, 100 m piani - 11"22 (vento: 0,0 m/s)
- Oro ai campionati messicani assoluti, 200 m piani - 22"79 (vento: 0,0 m/s)